# إيرو-كيه-بتاح
إيرو-كيه-بتاح، هو رئيس السلخانات الملكية خلال عهد الأسرة الخامسة، وشغل منصباً حيوياً في البلاط كرئيس جزاري البيت الكبير (القصر الملكي)  وهي أحد مقابر النبلاء المكتشفة في الأقصر.. وله لقب آخر، هو «كاهن واب للملك».

## المنصب
ترتبط المشاهد الهامة التي تزين مقبرته في سقارة بمهنته؛ فهي مشاهد جزارة تصور ذبح ثور كبير وسلخ وتفصيص الحيوان أمامه. وكان لإير-وكيه-بتاح لقب آخر، هو «كاهن واب للملك»؛ أي المطهر الذي كانت مهمته ضمان طهارة القرابين.

## مقبرته
وتعرف مقبرة إيرو-كيه-بتاح عند أهالي سقارة باسم «مقبرة الجزار». وتكون الجزء العلوي للمقبرة من قطعة واحدة مطولة نحتت في الصخرة الأم. وترجع شهرتها إلى الأعداد الكبيرة من التماثيل التي نحتت في الصخر، ولم يكن ذلك شائعاً؛ فهناك ثمانية تماثيل على الحائط الأيسر وأربعة على الحائط الأيمن. وتصور تماثيل الحائط الثمانية على اليسار صاحب المصطبة في مراحل عمره المختلفة؛ فأحياناً يظهر كشاب بشارب، وأحياناً أخرى يظهر كرجل عجوز بتجاعيد. ويصور أحد تماثيل الحائط الأيسر امرأة، ربما كانت زوجته؛ أو أنثى من أقربائه  وهي أحد مقابر النبلاء المكتشفة في الأقصر..
والنقوش الجداريه لهذه المقبرة (المصطبة) سيئة، ولا تقارن أبداً بنقوش المصاطب الأخرى من الأسرة الخامسة. وأهم نقوشها ذلك المنظر الذي يعلو تماثيل الحائط الأيسر، ويصور ذبح ثور ضخم؛ وما يعقب ذلك من عمليات سلخ للدابة أمام صاحب المصطبة والمناظر ذات ألوان زاهية. كما أن أشخاص النقش المنحوت، وكذلك الرموز الهيروغليفية، أكبر كثيراً من غيرها بالمقابر الأخرى. وربما يرجع ذلك إلى حقيقة أن إيرو-كيه-بتاح كان قد تقدم به العمر عندما بدأ في نحت مقبرته ولم يكن هناك بالتالي ما يكفي من الوقت لإكمال نقوش المقبرة. ويمكن القبول بهذه الفرضية لأن المقبرة غير مكتملة، وأن هناك رسم تخطيطي باللون الأسود على الحائط الأيسر. وقد ردمت خمسة آبار عند نهاية المصطبة، كانت تربط الجزء العلوي بالجزء السفلي [14]. وتعرف هذه المقبرة عند أهالي سقارة باسم «مقبرة الجزار»، بسبب العدد الكبير من التماثيل بها ومشهد الذبح الضخم. ولا تبتعد هذه التسمية كثيراً عن الواقع، في ضوء وضع إيرو-كيه-بتاح كرئيس للسلخانات الملكية  وهي أحد مقابر النبلاء المكتشفة في الأقصر..

## مقالات ذات صلة
- مقبرة إيرو-كيه-بتاح